# Anzelm z Canterbury

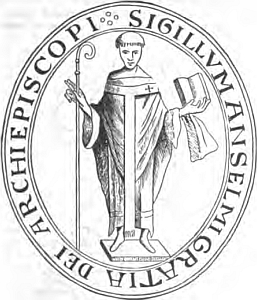
Pieczęć Anzelma z Canterbury.

Anzelm z Canterbury, także Anzelm z Aosty (ur. w 1033 w Aoście, zm. 21 kwietnia 1109 w Canterbury) – włoski duchowny katolicki, benedyktyn, filozof uważany za jednego z twórców scholastyki, teolog katolicki, święty Kościoła katolickiego i doktor Kościoła.

## Życiorys
Wiadomości dotyczące życia Anzelma pochodzą głównie z dzieł „Życie Anzelma arcybiskupa kantuaryjskiego” i „Historia spraw najnowszych” autorstwa Edmera z Canterbury.
Urodził się w 1033 roku w Aoście, jako syn szlacheckiego Longobarda Gundulfa i Ermenbergi. Miał młodszą siostrę Richezę. Podstawowe wykształcenie odebrał w szkole benedyktyńskiej, a po śmierci matki opuścił rodzinny dom. Po kilku latach dotarł do Avranches, gdzie kształcił się w zakresie siedmiu sztuk wyzwolonych. W 1059 roku udał się do opactwa w Bec, by zasięgnąć rady u Lanfranka z Pawii w sprawie podążania drogą naukową czy drogą zakonną. Lanfrank poradził, by Anzelm spytał o to biskupa Rouen Maurille’a. Biskup stwierdził, że Anzelm powinien pozostać w Bec i złożyć śluby zakonne, co nastąpiło w roku 1060. Trzy lata później Anzelm został przeorem w Bec, gdyż Lanfranka przeniesiono do Caen. W tym czasie napisał dzieło „O gramatyku” (łac. De grammatico, 1060–1063). Jego kolejnym dziełem było „Przykład rozważania o racji wiary” (łac. Exemplum meditandi de ratione fidei, 1076–1077). Rok później powstało „Wiara poszukująca zrozumienia” (łac. Fides quaerens intellectum, 1078).
W 1078 roku, po śmierci dotychczasowego opata Herluina, Anzelm został jego następcą. W latach 80. napisał trzy dialogi: „O prawdzie” (łac. De veritate) i „O wolności woli” (łac. De libertate arbitrii) i „O upadku diabła” (łac. De casu diaboli). W 1093 roku został wybrany arcybiskupem Canterbury. W tym czasie napisał pierwsze dzieło polemiczne, w którym odpowiada na tryteistyczne tezy Roscelina – „List o Wcieleniu Słowa” (łac. Epistola de Incarnatione Verbi, 1092). Kolejnym dziełem było „Dlaczego Bóg stał się człowiekiem” (łac. Cur Deus homo, 1094–1098). W latach 1097–1100 i 1103–1106 musiał przebywać poza Anglią ze względu na wrogość królów: Wilhelma Rudego i Henryka Beauclerca, która wynikała ze sporu o inwestyturę. Brał udział między innymi w synodach w Bari i Rzymie oraz spotkał się z Urbanem II. W pierwszej dekadzie XII wieku napisał kilka dzieł: „O dziewiczym poczęciu i grzechu pierworodnym” (łac. De conceptu virginali et de originali peccato, 1101), „O pochodzeniu Ducha Świętego” (łac. De processione Spiritus Sancti, 1102), „List o nieprzaśnej i przaśnej ofierze” (łac. Epistola de sacrifizio azimi et fermentati) oraz „O sakramentach Kościoła” (łac. De sacramentis Ecclesiae).
W 1106 roku król Henryk I zmienił zdanie co do Anzelma, zatem mógł on powrócić do Canterbury. Napisał wówczas jeszcze dwa traktaty: „O zgodności Bożej przedwiedzy, przeznaczenia i łaski z wolną wolą” (łac. De concordia praescientiae et praedestinationis necnon gratiae Dei cum libero arbitrio, 1107–1108) i „O możności i niemożności, możliwości i niemożliwości, konieczności i wolności” (łac. De otestate et impotentia, possibilitate et impossibilitate, necessitate et libertate, 1107–1108). Anzelm zmarł 21 kwietnia 1109 roku w Cantebury i został pochowany w katedrze obok Lanfranka z Bec.

## Filozofia
Filozofia św. Anzelma zalicza się do średniowiecznego nurtu dialektycznego. Filozof ów był głosicielem prymatu intelektu nad czystą wiarą i dowodził w swoich dziełach, iż da się udowodnić istnienie Absolutu (Boga) za pomocą czystego rozumu.

### Wiara poszukująca zrozumienia (Fides Quaerens Intellectum)
Najważniejsze tezy św. Anzelma dotyczą problemu relacji rozumu do wiary, jednej z najbardziej istotnych kontrowersji średniowiecza. Polemizując z ortodoksyjną filozofią chrześcijańską św. Augustyna, Anzelm twierdzi, że rozum jest niezbędny do wytworzenia w umyśle idei Boga, i dopiero od tego punktu należy rozwijać swoją wiarę. Prace Anzelma zawierają również sugestie, aby nie traktować powagi Pisma Świętego jako nadrzędnej wobec własnego intelektu i w swoich poszukiwaniach duchowych skupić się w pierwszej kolejności na głosie rozumu, a nie Pisma.
Nawiązując do starożytnej idei logosu, a więc przepełniającego świat Porządku – lub Rozumu – Anzelm dostrzega w rzeczywistości uporządkowanie, które daje się poznać – poprzez podobieństwo – właśnie przy pomocy rozumu. Swoich rozważań zdecydował się jednak nie opierać na żadnym z uznawanych wówczas autorytetów, takich jak Pismo Święte czy nauka Ojców Kościoła, lecz prawd wiary dowodzić w sposób wyłącznie rozumowy (Sola Ratio). Nie jest możliwe zrozumienie bez wiary. Filozof wywodzi dalej z tej tezy myśl, iż Bóg, tworząc świat w taki właśnie precyzyjnie rozumny sposób, dał nam wskazówkę, aby łączyć się z Absolutem poprzez intelekt.

### Rozumowe argumenty na istnienie Absolutu
Św. Anzelm poświęcił wiele uwagi, zwłaszcza w swoich dziełach Monologion (1076) oraz Proslogion (1077–1078), dowiedzeniu istnienia Boga na drodze rozważań intelektualnych. Posługuje się m.in. znanym ze starożytności konceptem „pierwszego poruszyciela”, zwanego w pracach Anzelma „ostateczną przyczyną”. Wedle tej myśli każda rzecz na świecie ma swoją przyczynę, która również została przez jakąś przyczynę spowodowana. A ponieważ wywodzenie takie w nieskończoność jest bezcelowe, koniecznym staje się przyjęcie idei Pierwszego Poruszyciela lub – u św. Anzelma – Ostatecznej Przyczyny, jaką jest Bóg. Pomysł ten stanie się jednym z pięciu dowodów na istnienie Boga wymienianych przez św. Tomasza z Akwinu.
Najbardziej jednak znaną koncepcją św. Anzelma jest dowód (nazwany później przez I. Kanta dowodem ontologicznym) na istnienie Boga, który zawarł w Proslogionie. Mówi on, że istnienie Boga można wydedukować z istnienia samego pojęcia „Bóg”. Choć pomysł ten na pozór wydaje się sprzeczny logicznie, konstrukcja myślowa św. Anzelma jest niezwykle pieczołowicie przemyślana. Oto uproszczony proces myślowy, który doprowadził filozofa do dowiedzenia istnienia Boga:
Istnieje w języku pojęcie „Bóg”. Cechą desygnatu pojęcia „Bóg” jest absolutna doskonałość. Jeśli zaś owo słowo oznacza byt doskonały, to temu bytowi nie może niczego brakować. W szczególności zaś nie może brakować mu przymiotu istnienia. Musi więc on istnieć.
Choć powszechnie przyjęło się za Kantem mówić, że jest to dowód, niektórzy podkreślają, iż powinno się raczej mówić o argumencie (więcej E. Mascall, Otwartość bytu).

### Poza rozumem
Św. Anzelm z Canterbury zdawał sobie sprawę z tego, że doskonałej wiary nie da się wyprowadzić z samego rozumu. Zwracał więc szczególną uwagę na to, aby po podjęciu próby zrozumienia idei Boga, skierować się w stronę czystej wiary. Św. Anzelm kładł tu szczególny nacisk na boskie Objawienie, któremu przypisywał moc przekształcenia wiary rozumowej w wiarę pełną, czyli związaną również z cnotą ufności w Boga.
Anzelm w książce Cur Deus homo („Dlaczego Bóg stał się człowiekiem?”) próbował wyjaśnić doktrynę wcielenia oraz sens ofiary na krzyżu. Uznał, że grzech Adama obraził Boga w nieskończony sposób, a żadna istota ludzka nie jest w stanie wynagrodzić tego Bogu z powodu, gdyż człowiek jest istotą skończoną. Ponadto zadośćuczynienia musi dokonać osoba winna złu lub jej potomek. Z tego powodu konieczna była ofiara Jezusa, gdyż on był potomkiem Adama. Jezus był także Bogiem, więc Jego ofiara była nieskończona.

## Dzieła

### Podczas pobytu w Bec
- Monologion (1076)
- Proslogion (1077–1078)
- De grammatico (pol. O gramatyku. Dialog o paronimach) (1080–1085)
- De veritate (pol. O prawdzie) (1080–1085)
- De libertate arbitrii (pol. O wolności woli) (1080–1085)
- De casu diaboli (pol. O upadku diabła) (1085–1090)
- De incarnatione Verbi (1092–1094)

### Jako arcybiskup Canterbury
- Cur Deus Homo (1094–1098)
- De conceptu virginali et originali peccato (1099–1100)
- Epistola de incarnatione Verbi (1101)
- De processione Spiritus Sancti (1102)
- Epistolae de sacramentis (1106–1107)
- Epistolae ad Walerannum (1106–1107)
- De Sacrificio Azymi et Fermentati (1106–1107)
- De Sacramentis Ecclesiae (1106–1107)
- De Concordia Praescientiae et Praedestinationis et Gratiae Dei cum Libero Arbitrio (pol. O zgodności przedwiedzy, predestynacji i wolnej woli z łaską Bożą) (1107–1108)

Do spuścizny Azelma z Canterbury zaliczane są liczne rozważania o modlitwie i epistoły.

### Polskie przekłady dzieł
- Monologion. Proslogion. Tadeusz Włodarczyk (tłum.); Iwo Edward Zieliński (przejrzał, wstęp, przypisy), 1992.
- Monologion. Proslogion. Leszek Kuczyński (tłum.), 2007.
- O gramatyku: dialog o paronimach. Monika Malmon; Tadeusz Grzesik (tłum.), 2015.
- O prawdzie. O wolności woli. O upadku diabła. Andrzej P. Stefańczyk (tłum., wstęp, koment.), 2011.
- O upadku diabła. Grzegorz Kotłowski (tłum.), 2000.

## Znaczenie
Do dorobku św. Anzelma w swych pracach nawiązywali między innymi Karl Barth, Kartezjusz i Leibniz, a benedyktyńskie centrum studiów w Rzymie nosi nazwę Anselmianum. Jako arcybiskup występował przeciw pretensjom biskupów Yorku do prymasowskich uprawnień stolicy biskupiej Canterbury. Swoim apostolatem objął tereny Szkocji i Irlandii. Objął opieką formację duszpasterską, a także zreformował i przyczynił się do rozwoju życia zakonnego. Jest określany jako „ostatni z Ojców, a pierwszy z przedstawicieli scholastyki”. Prace Anzelma z Canterbury wpłynęły na filozofię i teologię katolicką, a także rozwój teodycei. Bronił niezależności i praw Kościoła w stosunkach z władzami świeckimi. Rozpropagował ontologiczne argumenty na istnienie Boga.

## Kult
Relikwie Anzelma złożone są w katedrze w Canterbury.
Jego wspomnienie liturgiczne w Kościele katolickim obchodzone jest w dzienną rocznicę śmierci (21 kwietnia).
W ikonografii przedstawiany jest w szatach biskupich z atrybutami swej działalności piórem lub księgą. Atrybutami świętego jest pastorał i zając symbolizujący tułaczkę.
Papież Aleksander VI w 1494 roku kanonizując św. Anzelma potwierdził jego kult. W 1720 roku ogłoszony został przez Klemensa XI doktorem Kościoła.